# Английский длинный лук

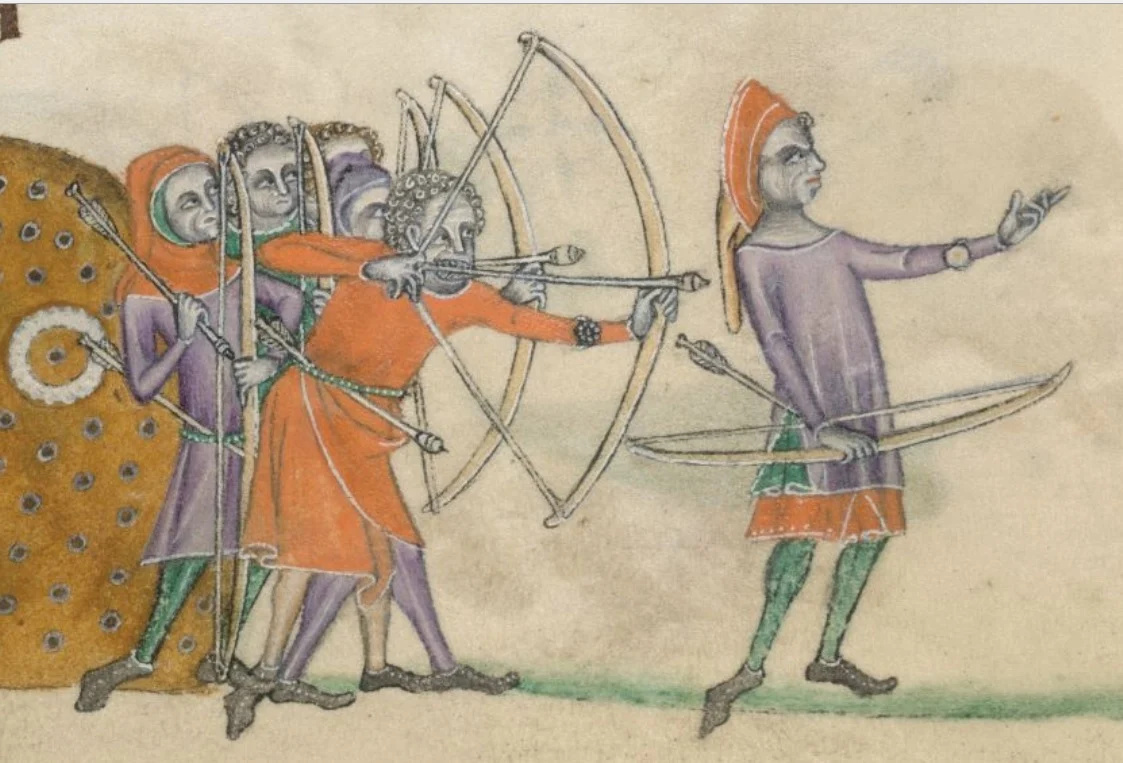
Тренировка английских лучников. Фрагмент миниатюры из «Псалтыри Латтрелла», 1325 г.

Английский длинный лук, или большой лук (англ. longbow) — лук в рост человека или выше, распространённый в средневековой Англии. Считается основным оружием, с помощью которого англичане одерживали победы в Столетней войне.
Английский длинный лук начал пользоваться популярностью после неудач англичан во время феодальных войн в Уэльсе и Шотландии. Английские короли в XIII веке решили взять на вооружение большое количество подобных луков, чтобы противостоять сначала валлийским, а потом и шотландским копейщикам. Длинный лук сыграл решающую роль в разгроме французов в сражениях Столетней войны (битвы при Креси 1346 года, Пуатье 1356 года, Наваретте 1367 года и Азенкуре 1415 года).
Французы пытались противостоять английским лучникам, укрепляя доспехи металлическими пластинами, которые, таким образом, становились сплошными, заковывая лошадей в броню, нанимая генуэзских профессиональных арбалетчиков, также против лучников формировались специальные отряды вольных стрелков. После поражений французы не решались атаковать английские войска в лоб в открытом поле и сменили стратегию, сделав ставку на оборонительную войну в крепостях, а также на тактику «выжженной земли», которая, однако, в тогдашней политико-экономической обстановке не могла быть применена в собственной стране в сколько-нибудь значительной мере, в результате чего английская конница смогла свободно грабить окружающие территории.
Английские большие луки эффективно использовались в качестве оружия вплоть до появления полевой артиллерии: английская армия потерпела сокрушительное поражение во время битв при Форминьи (1450) и Кастийоне (1453). В XVI веке английский лук был окончательно вытеснен аркебузами. Тем не менее, соревнования по стрельбе из английского длинного лука проводились ещё при короле Якове I Стюарте в первой половине XVII века.
В 1982 году археологам удалось поднять со дна пролива Те-Солент остатки боевой каракки Генриха VIII (1509—1547) «Мэри Роуз», затонувшей в 1545 году. На борту её обнаружено было 137 длинных луков; на некоторые из них было решено надеть современные тетивы, после чего были проведены испытания, показавшие, что из них до сих пор можно стрелять.

## Описание

Английский длинный лук:
1. Роговая вставка (законцовка лука);
2. Спина (внешняя сторона);
3. Живот (внутренняя сторона)

### Лук
Поднятые в 1982 году с затонувшей в 1545 году каракки Генриха VIII (1509—1547) «Мэри Роуз» английские длинные луки помогли подробно изучить этот тип средневекового оружия. Луки в основном делались из цельного куска тиса, благодаря чему они почти не уступали композитным лукам. Использовались и другие породы древесины (вяз, ясень, орешник, дуб), но такие луки были значительно менее эффективны, чем тисовые.
Длина английского лука составляла от 1,7 до 2,1 м. На уровне руки лук имел округлое сечение, а на концах — «D»-образное. По краям ширина лука составляла от 1,8 до 3 см, в середине дуги — от 3 до 4 см, на уровне захвата рукой — от 5 до 6 см. Так как форма лука должна была следовать структуре древесины, лук мог быть несколько искривлён (прочность была предпочтительнее красивых форм). На луке не было специального углубления для стрелы: перед выстрелом она лежала на пальцах лучника.

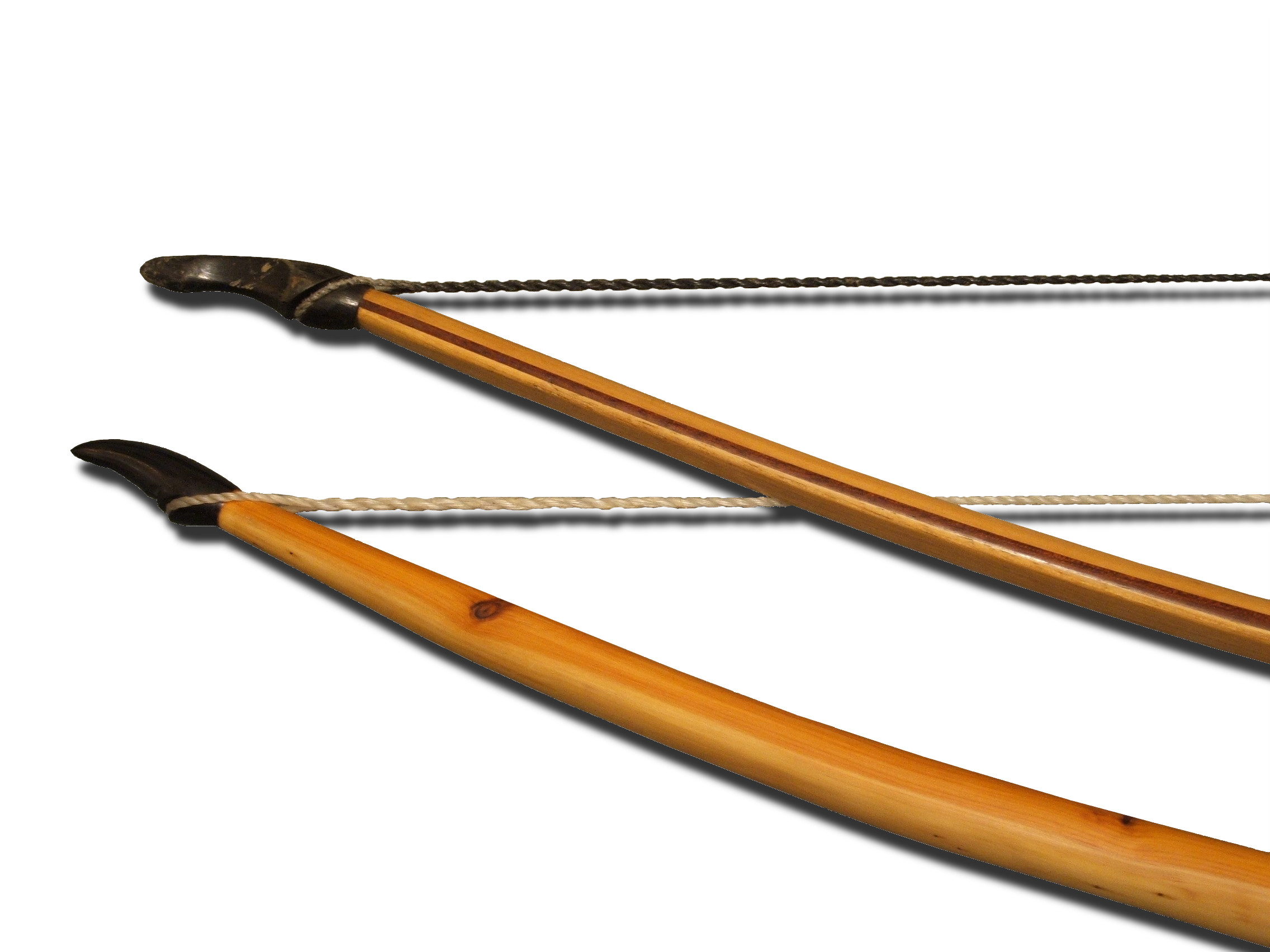
Сверху: композитный лук из лимонного дерева, тропического дерева и гикори. Внизу: тисовый лук (здесь хорошо видна разница между заболонью на спине и сердцевиной дерева на животе лука).

Тисовый лук был особой разновидностью простого лука, сопоставимой по эффективности с композитным луком, несмотря на то, что делался из цельного куска дерева (однако длина композитного лука была в 2 раза меньше). При изготовлении тисовых луков дерево обрабатывалось таким образом, чтобы оставались и заболонь, и часть сердцевины. Заболонь способствовала упругости лука, а сердцевина — резкому разжатию при освобождении тетивы. Эти особенности хорошо сочетались и придавали оружию баллистические качества, которые значительно превышали характеристики простых луков, сделанных из других пород дерева.
С начала XIV века на концах английского лука начали делать специальные вставки из рога с выемками, в которых закреплялась тетива. Роговые вставки служили для укрепления кончика лука,предохраняя древесину от сминания и расщепления тетивой. Изготовление одного такого лука обычно требовало дня работы.
Тетива свивалась из пеньки, иногда из шёлка. Стоимость тетивы часто составляла половину стоимости лука. Она покрывалась воском, оберегающим тетиву от влаги. Изучение торцевых канавок на стрелах с корабля «Мэри Роуз» позволило предположить, что диаметр тетивы должен был составлять примерно 3,2 мм.
Изготовлением луков, тетивы и стрел занимались специальные мастера, которые освобождались от уплаты налогов и даже от налоговых обязательств.

### Стрелы
Стрелы для английского лука были относительно стандартизированы, так как производились в массовом порядке (для одной военной кампании требовалось от 400 до 800 тыс. стрел). Они были довольно тяжёлыми (для увеличения их пробивной силы) и весили 60—80 г. Для сравнения, современные спортивные стрелы весят 20 г. На затонувшей каракке «Мэри Роуз» было найдено около 3500 стрел, длина которых составляла от 61 до 81 см (средняя длина — 76 см), а изготовлены они были из тополя или ясеня. Оперение стрел из гусиных перьев достигало от 17 до 25 см в длину. Глубина выемки для тетивы составляла 5—6 мм, иногда выемка укреплялась с целью защиты от расщепления древка с помощью маленькой костяной или роговой пластинки.

Средневековая стрела:
1. наконечник;
2. древко;
3. гусиное оперение;
4. выемка для тетивы

### Прочие принадлежности
Стрелы перевозились за войском на повозках и раздавались лучникам связанными пучками, в которых находилось от 12 до 24 стрел. Колчаны среди английских лучников XIV века не были распространены: для того, чтобы вынуть стрелу из колчана, требовалось довольно много времени, в результате чего замедлялась скорость стрельбы. Поэтому чаще всего стрелы втыкались в землю прямо перед лучником. В XV веке появилась специальная сумка (фр. trousse) — цилиндр из вощёного полотна или тонкой промасленной кожи. Сверху такой сумки нашивалась кожаная круглая заплата с 12—24 отверстиями для стрел. Этот новый вид колчанов позволил довольно хорошо защитить стрелы от влажности и был удобен для конных лучников, которые перевозили в них свои стрелы.
Вес лука и техника стрельбы тремя пальцами привели к тому, что лучники были вынуждены носить перчатки. Типичная модель — кожаные полуперчатки, закреплённые на запястье и закрывающие только три пальца (указательный, средний и безымянный).
Кожаные нарукавники затягивались ремнями на предплечье руки, которой лучник держал лук, и защищали его от удара тетивы по руке в момент выстрела.

## Характеристики

### Материалы для изготовления лука
Чтобы сделать хороший лук, мастера должны были использовать древесину с прожилками, так как скорость летящей стрелы прямо пропорциональна скорости, с которой лук возвращается в исходное положение. Часть лука, которая обращена в сторону лучника, называлась «живот». При подготовке к выстрелу она работала «на сжатие». Противоположная сторона лука — «спина», обращённая в сторону мишени при подготовке к выстрелу работала «на растяжение». Таким образом, используемая древесина должна была как можно лучше соответствовать этим двум требованиям — сжатию и растяжению. Чтобы достичь необходимого эффекта, мастера использовали изначальную структуру дерева — заболонь (более молодые и мягкие слои древесины) и ядро дерева (внутренние слои древесины, более старые и твёрдые). Эти слои играли в простом луке роли, которые в композитном луке играли рог и сухожилия: более эластичная заболонь формировала «спину» лука, а более твёрдое ядро — «живот».

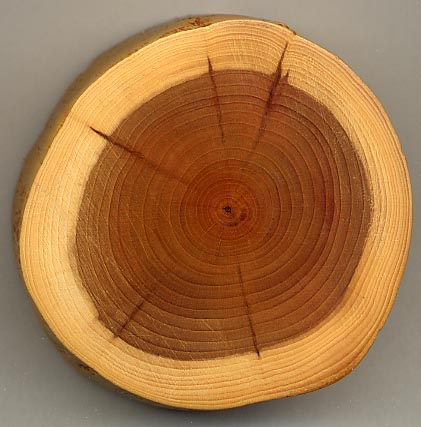
Срез дерева: заболонь (светлый участок по краям) — более эластичная, чем ядро (тёмный участок в центре).

Тис лучше всего совмещает в себе необходимые качества для изготовления качественного простого лука. Лигниновые волокна тиса придают древесине большую эластичность — они формируют спирали, расположенные под углом в 60 градусов по отношению к основной оси ветви, это свойство помогает при выпрямлении лука. Тис растёт довольно медленно, он имеет относительно тонкие и близко расположенные друг к другу годовые кольца: чем тоньше эти кольца, тем дерево крепче и тем больше у него прожилок. В тисе не образуются трещины, и он лишён смолоносных кармашков, присущих другим хвойным деревьям, которые могли бы стать потенциальными причинами хрупкости луков. Наконец, тис не гниёт, то есть живёт дольше других пород деревьев. Недостаток тиса состоит в том, что он ядовит (и опасен для скота), поэтому тисовые деревья часто вырубались. Таким образом, тис стал довольно редким деревом, тем более для лучшего качества было необходимо, чтобы он рос как можно медленнее — такие условия лучше всего соблюдались в местности, расположенной достаточно высоко над уровнем моря или же благодаря бедной почве. Поэтому англичане импортировали тис (в основном из Италии, а также из Франции и Испании). Ричард II и Карл VII даже специально высаживали тис.
С другой стороны, чем длиннее был лук, тем меньше он изгибался при натяжении тетивы и тем меньше была вероятность, что он достигнет пределов своей эластичности. Наоборот, его можно было намного сильнее натягивать, посылая стрелы с большей скоростью. Именно поэтому английские луки были такими длинными: они меньше деформировались, то есть не утрачивали свои качества по прошествии довольно длительного периода времени, реже ломались и били дальше, чем другие виды луков.

### Физические характеристики

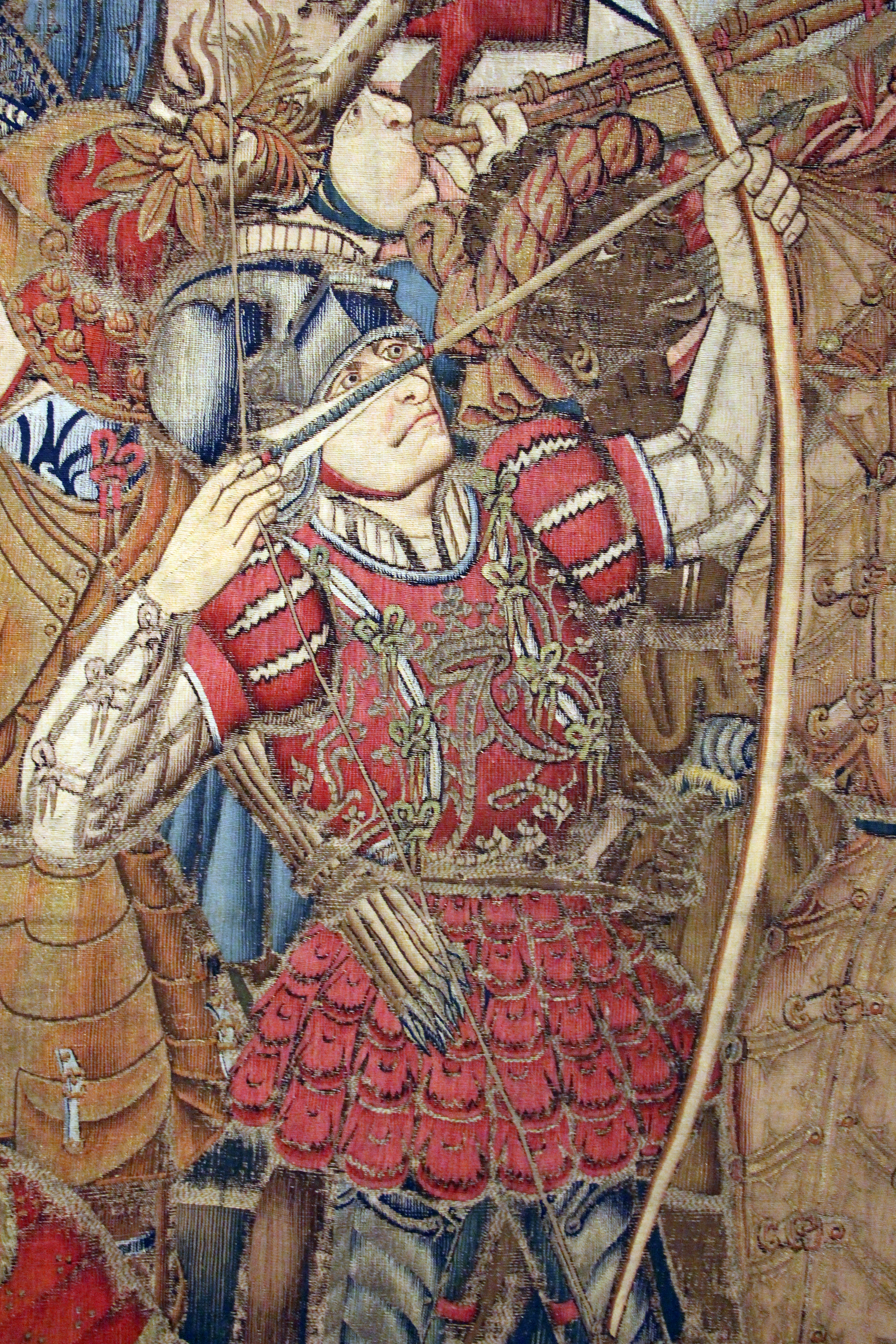
Фрагмент фламандского гобелена из Турне с изображением сцен из «Романа об Александре», 1460 г.

Мощность лука измеряется силой натяжения (в фунтах), достаточной, чтобы оттянуть тетиву на 28 дюймов (71 см), то есть силой, которую надо приложить при натягивании тетивы из положения покоя в боевую позицию для выстрела. Во время Столетней войны для натяжения лука чаще всего требовалась сила в 120—130 фунтов (530—580 Н или 50—60 кгс). Луки с «Мэри Роуз», изготовленные в более позднее время, требовали усилия от 80 до 180 фунтов (350—800 Н).
Начальная скорость полёта стрелы составляла около 55 м/с (200 км/ч), а на конечном участке траектории замедлялась до 36 м/с (130 км/ч). Начальная кинетическая энергия стрелы весом в 70 г соответственно равнялась примерно 100 Дж, а импульс — 3,9 кг·м/с (3,9 Н·с). Время разгона составляло около 0,025 с, а средняя сила, воздействующая на стрелу во время разгона, — 155 Н. Мощность, вырабатываемая луком во время выстрела, достигала 4200 ватт.
По современным представлениям для поражения человека (ранения) пулей малого калибра достаточно энергии в 11 Дж, а безусловный вывод человека из строя винтовочной пулей калибра 7,62 мм обеспечивается при энергии 80 Дж. Для сравнения пуля патрона 9×19 мм Парабеллум, выпущенная из пистолета Глок 17, имеет начальную скорость 350—360 м/с и энергию на дистанции до 50 метров в 400—500 Дж.

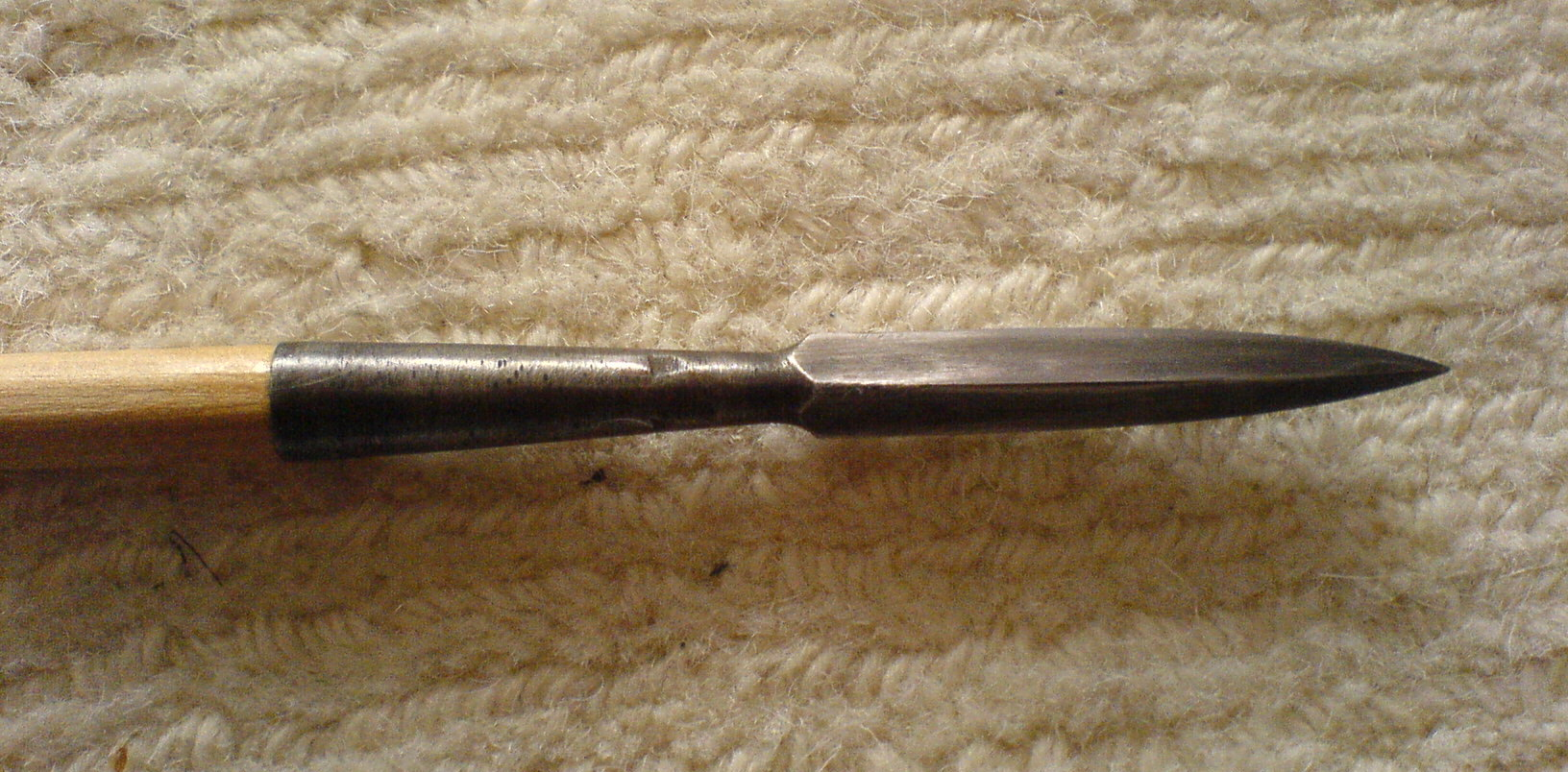
Наконечник стрелы типа бодкин

### Дальность полёта и точность стрельбы
Дальность полёта стрелы, выпущенной из английского лука, теоретически могла достигать нескольких сот метров, однако при начальной скорости 50—60 м/с (меньше, чем у современного духового ружья) дистанция прямого выстрела ограничивалась 30—40 м. Для стрельбы на большие расстояния лучникам приходилось делать углы возвышения, что ухудшало точность. По одиночным целям опытный лучник мог вести меткую стрельбу максимум на 100 ярдов (91 м). Точной стрельба любого английского лучника могла оставаться до тех пор, пока он имел в распоряжении либо стрелы собственного изготовления, либо известного ему мастера. В противном случае из-за разности в массе, длине и аэродинамической форме стрелы в полёте могли вести себя по-разному.
Реконструкция одного из луков, найденных на борту «Мэри Роуз», позволила установить, что стрела весом 53,6 г улетает на расстояние в 328 м, а при весе 95,9 г — на 249,9 м. Однако на таком расстоянии стрелы не пробивали пластинчатые доспехи. Стрелы могли поразить воинов в кольчуге с расстояния около 100 м, а в пластинчатом доспехе — не более 60 м — при условии попадания стрелы под прямым углом и в не самые качественные доспехи. Применительно к кольчуге «пробитие» чаще всего означало то, что игольчатый наконечник проходил в её колечко, не задев металла. Это могло иметь место применительно к недорогим образцам с плетением «4 в 1». Однако пробитие кольчуги или пластинчатого доспеха еще не означало нанесения ранения, так как под ними у воина был еще поддоспешник (камзол, дублет, ватник), который также обладал неплохими защитными свойствами.

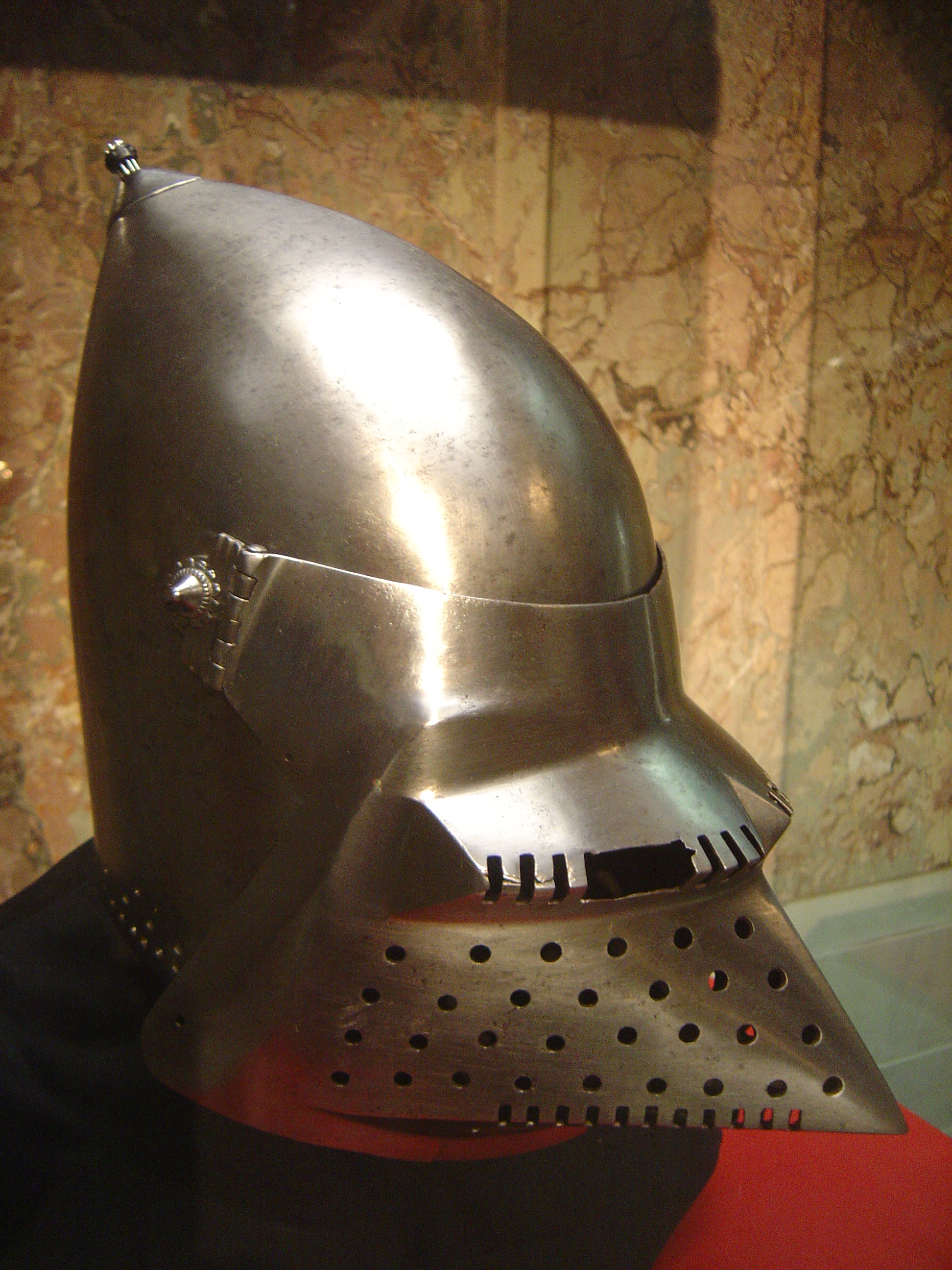
Бацинет защищал голову воина

### Пробивная сила
В зависимости от поставленной цели английские лучники могли выбирать из разных типов стрел. Чаще всего использовались стрелы с наконечником типа бодкин: они обладали большой пробивной силой (но меньшей убойной, так как при их попадании раневой канал у́же, кровопотеря меньше) и легко изготовлялись. Из-за шилообразной формы наконечника стрелу было легко извлекать из тела — в отличие от «бродхеда» (broadhead). Бодкины в основном использовались с небольшого расстояния против тяжёлой пехоты и кавалерии. Лучше всего они пробивали кольчуги, но от пластинчатых доспехов отскакивали, если не попадали прямо перпендикулярно поверхности доспеха.
В случае, если стрельба велась с расстояния не более 60 м, бодкины могли войти в тело человека на несколько сантиметров и нанести очень серьёзные раны. Особенно опасно было попадание такой стрелы в голову. Однако головы в то время были довольно хорошо защищены бацинетами. Другие уязвимые части тела воина — это шея и конечности, стрелы могли повредить артерии. По этой причине доспехи воинов во время Столетней войны значительно изменились — воины всё чаще предпочитали пластинчатые доспехи.
Слава об английских лучниках XIV века, расстреливавших французских рыцарей в Столетней войне, вполне заслужена и подтверждена средневековыми авторами. Короли могли позволить себе кольчуги из хорошего железа, а вот доспехи вассалов были не такими прочными. Гиральд Камбрийский (лат. Giraldus Cambrensis), хронист конца XII века, написал про валлийских лучников:

Валлийцы стрелами пробили дубовые ворота башни, которые были толщиной в 4 пальца… Уильям де Браоз также свидетельствовал, что один из его солдат в бою с валлийцами был ранен стрелой, которая прошла через бедро, прикрытое доспехом с обеих сторон, и одновременно седло, смертельно ранив лошадь. У другого солдата, также хорошо защищённого доспехом, стрела пригвоздила бедро к седлу; и он, развернув лошадь, получил такую же рану в другое бедро, которая прикрепила его к седлу с обеих сторон… Луки этого народа сделаны не из рогов, слоновых бивней или тиса, но из дикорастущего вяза…, не рассчитанные для стрельбы на длинную дистанцию, но чтобы наносить глубокие раны в ближнем бою.

 Вероятно, в этом описании есть некоторое художественное преувеличение, свойственное некоторым средневековым хронистам. Однако, если это и правда, то под описание попал не рядовой, а очень сильный и мастерски подготовленный лучник.
Против незащищённой пехоты и лошадей большей эффективностью обладали стрелы с широким или зазубренным наконечником, даже при стрельбе с большого расстояния. Так как стрелы сыпались на врагов градом, то прицельная точность была не особенно важна, а их пробивная сила часто увеличивалась благодаря уменьшению оперения (увеличение скорости полёта стрелы в ущерб точности).

### Скорость стрельбы

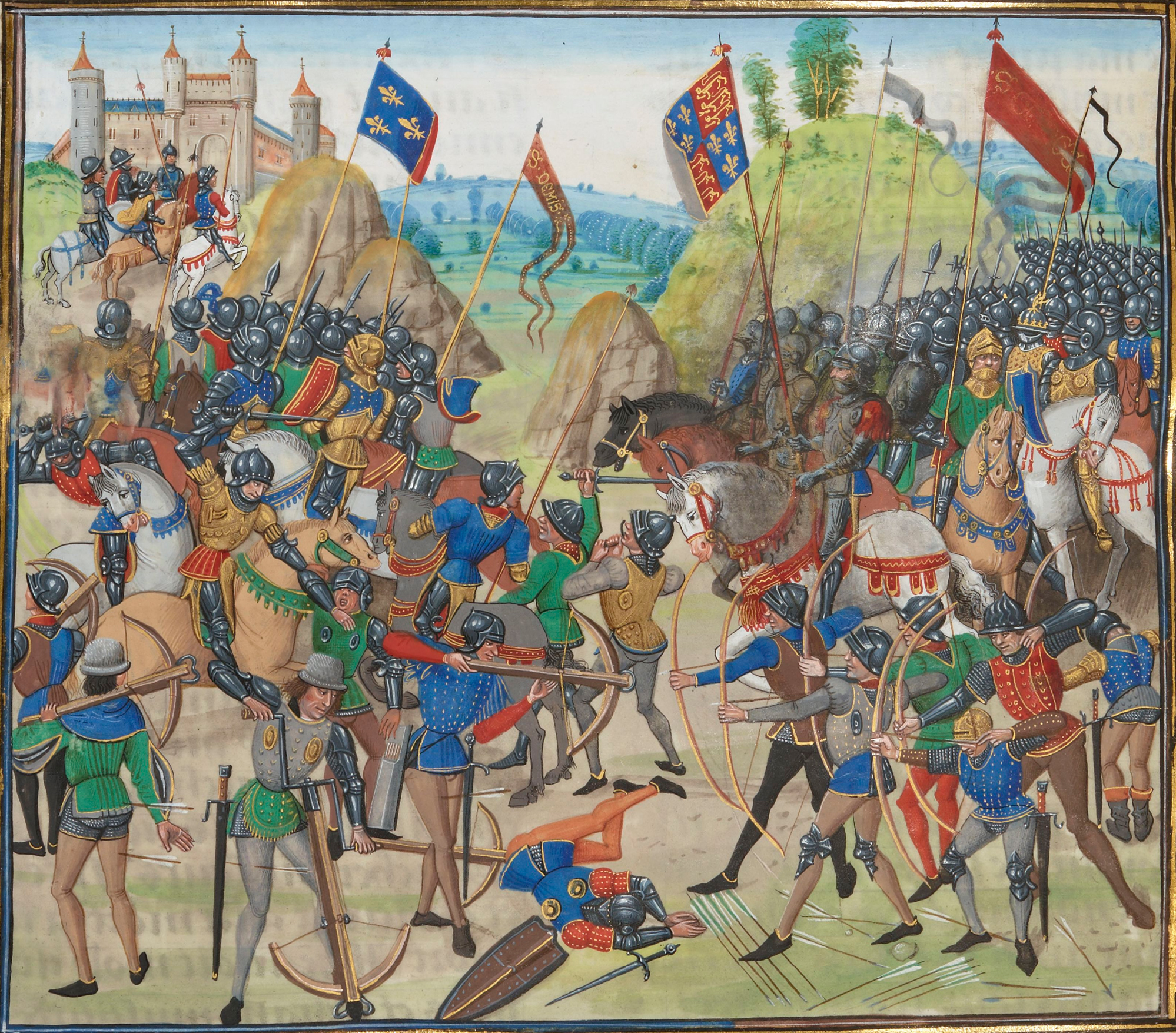
Битва при Креси (1346). Миниатюра из «Хроник» Фруассара, XV в.

В XIV и XV веках средний английский лучник должен был уметь выпускать как минимум 10 стрел в минуту, а опытный лучник — сделать 16 точных выстрелов. Во время сражения у каждого лучника в запасе было от 60 до 72 стрел, то есть с максимальной интенсивностью стрельба должна была длиться 6—7 минут. Во время боя стрелы воинам подносили мальчики или подростки. Стрелы либо лежали перед лучником, либо втыкались перед ним в землю, что позволяло быстрее сделать выстрел. Кроме того, грязные наконечники стрел увеличивали риск занесения инфекции в рану (анаэробные организмы могли вызвать гангрену).
Скорость стрельбы из английского длинного лука значительно превосходила скорострельность арбалета, которая не превышала 4 выстрелов в минуту. Даже если бесприцельная стрельба велась с большого расстояния, неточность компенсировалась количеством стрел, поражающих плотный строй противника. В этом заключается большая разница между стрельбой из лука и арбалета: при боевом использовании последнего велась настильная стрельба. На большой дистанции точность стрельбы из него резко падала из-за сложности корректировки полёта арбалетной стрелы, что не компенсировалось массированным обстрелом. Кроме того, арбалеты по сравнению с луками значительно больше страдали от влаги (что сыграло немаловажную роль во время битвы при Креси): намокшая тетива арбалета теряла эффективность гораздо сильнее, чем пеньковая тетива лука, которая, наоборот, даже выигрывала от смачивания.

## Техника стрельбы

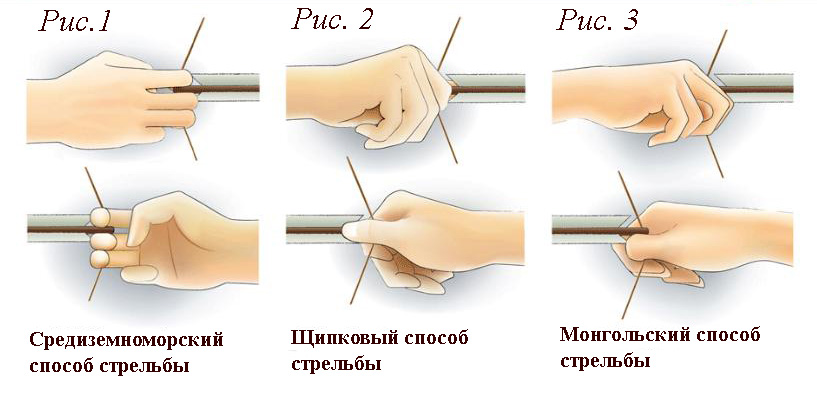
При стрельбе из длинного лука необходимо было задействовать три пальца (средиземноморский способ стрельбы). Во Франции в тот же период лучникам не требовалось столько усилий, чтобы натянуть тетиву, поэтому они могли стрелять с помощью двух пальцев (щипковый способ стрельбы).

Стрелять из английского длинного лука гораздо сложнее, чем из простого. Антропологические исследования найденных останков валлийских лучников выявили довольно серьёзные искривления позвоночника, которые свидетельствуют о большой нагрузке на скелет человека.
Хорошо известно, что лучника довольно сильно «встряхивало» во время спуска тетивы. Современные реконструкторы, которые стреляли из английского длинного лука, рекомендуют слегка опускать руку, которая держит лук, чтобы избежать «удара по затылку».
Из-за размера лука тетива натягивается примерно на уровне щеки, а не у подбородка (пальцы находятся примерно у уголка рта). Из-за этой особенности длинный лук не может использоваться с оптическим прицелом. Существует два способа стрельбы — интуитивный и «bare-bow».
Умение стрелять интуитивно требует долгих тренировок. Лучник концентрируется только на цели, а все остальные «расчёты» мозг выполняет автоматически.
При способе стрельбы «bare-bow» в зависимости от расстояния, на которое отправляют стрелу, лучники меняют положение пальцев на тетиве (англ. string-walking).

## Тактическое использование

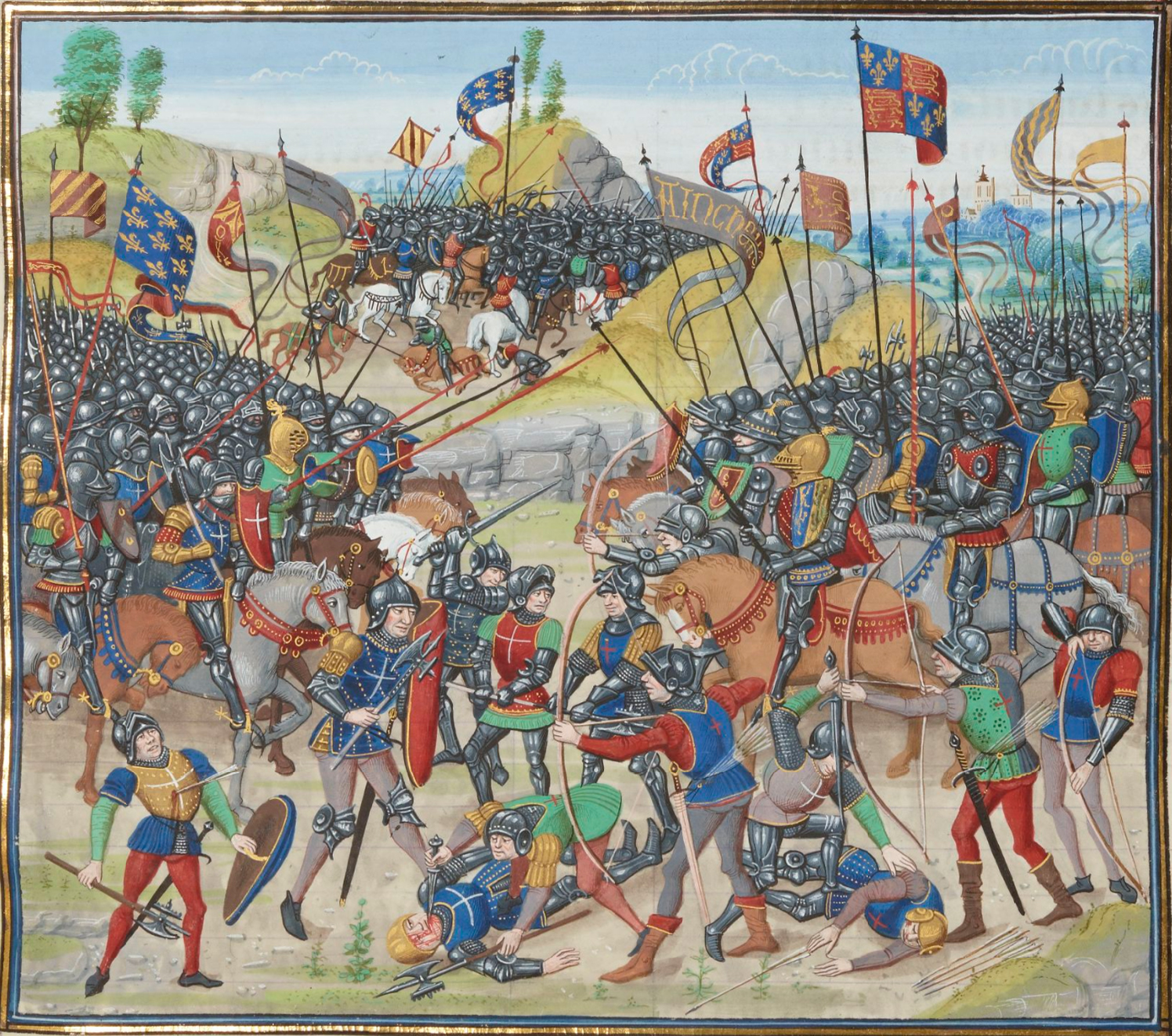
Битва при Оре (1364). Миниатюра из «Хроник» Фруассара, XV в.

Теоретическая дальность поражения стрелами незащищённых всадников и лошадей составляла до 300 м, что заставляло противника атаковать, если он не желал быть расстрелянным с дистанции. Это позволяло заманить атакующих на неудобную для них местность, наводило их на заранее укреплённые англичанами позиции. При Креси английская армия укрепилась на пригорке, при Пуатье — за изгородью, при Азенкуре — за заболоченным участком земли. Лучники ставили перед собой колья, которые должны были остановить нападавших. С тыла и на флангах лучники прикрывались возами или природными препятствиями, которые тяжёлая кавалерия не могла с ходу преодолеть (реки, леса и т. п.).
На большом расстоянии (100—300 м) лучники использовали стрелы с коротким оперением и плоскими или зазубренными наконечниками — эффективные против плохо защищённых воинов и лошадей. Лучники выпускали сотни или даже тысячи стрел (6 тыс. в битве при Креси, 7 тыс. — при Азенкуре) в течение короткого времени. Такая тактика позволяла обрушить на противников ливень стрел (72 стрелы в минуту на участок площадью в 1 м²), что компенсировало неточность стрельбы с дальнего расстояния. Массированный обстрел был возможен благодаря высокой скорости стрельбы из длинного лука.
В знаменитой дуэли при Креси 6 тыс. генуэзских арбалетчиков, нанятых французами, вынуждены были быстро отступить под обстрелом англичан. Массированный обстрел вносил значительный беспорядок в атаку даже рыцарской кавалерии. Лучники ранили лошадей (в начале Столетней войны лошадей ещё не защищали доспехами), которые в падении или метаниях сбрасывали своих наездников. Количество стрел, которые не попадали в цель, а втыкались в землю, было настолько высоким, что их частокол мешал развитию атаки противника, как например в битве при Нахере). Путь для наступления преграждали тела спешенных рыцарей и убитых лошадей, а раненые лошади беспорядочно носились по полю сражения, мешая организованной атаке. Чтобы стрельба не прекращалась, лучники строились в три двойных ряда, которые стреляли по очереди.
На небольшом расстоянии прицельная стрельба велась по настильной траектории. Против рыцарей использовались бронебойные наконечники типа бодкин и более точные стрелы с длинным оперением. Лучники часто располагались на флангах в форме буквы «V» или полумесяца, чтобы расстреливать противника в наименее защищённые места в упор и эффективно вести убойный перекрестный огонь.
Если рыцари добирались до лучников, их лошади с разбегу натыкались на воткнутые колья (calthops) и погибали. С течением Столетней войны вооружение лучников стало более разнообразным, у них появились мечи и топоры, с помощью которых они добивали сброшенных рыцарей, потерявших подвижность из-за тяжёлых доспехов.

## Отбор и тренировка лучников

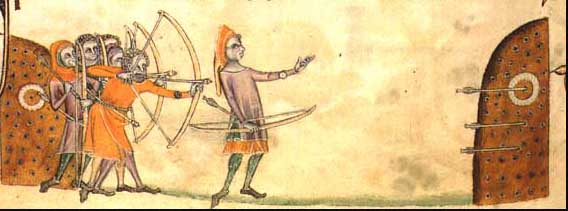
Тренировка английских лучников. Миниатюра из «Псалтыри Латтрелла», 1330-е гг. Британская библиотека

Во время Столетней войны широкое распространение получили луки, для натяжения которых требовалась сила в 120—130 фунтов (для сравнения, современные луки требуют силу в 40—80 фунтов). Поэтому в подготовке лучников физической силе уделялось немаловажное внимание. Тренировка лучников начиналась с 7 лет и была долгой и тяжёлой. Исследователи при изучении скелетов английских лучников обнаружили некоторые особенности в развитии их костей, свидетельствующие о воздействии подобных тренировок на организм человека (самой большой нагрузке подвергались позвоночник, пальцы правой руки, левые предплечье и запястье). Эдуард III организовал обязательные соревнования лучников каждое воскресенье после мессы, от которых освобождались только церковные служители и законники. За присутствием крестьян и горожан на стрельбище, а также за состоянием вооружения лучников, следили представители шерифа. Статут Ричарда II от 1389 года обязывает «слуг и работников» обзаводиться луками и стрелами, и по праздникам и воскресеньям «заниматься стрельбой, а не игрой в мяч и другими пустыми играми».
Отбор лучников происходил по всей Англии. Повсюду организовывались стрельбища, на которых стояли земляные холмики высотой от 2 до 3 м и шириной 6 м в форме усечённого конуса. На конусе устанавливалась мишень из соломы, полотна или кожи. Кроме того, на иллюстрациях того времени часто изображались мишени, подвешенные между двумя шестами и установленные перед земляным возвышением. Деревянный кол, каменный столб или papegays (т. н. «попугаи» — длинные шесты, на конце которых крепились перья) служили для упражнений в стрельбе на дальнобойность.

## Боевая история длинного лука

### Происхождение
Длинный лук известен в Шотландии примерно с 2000 года до н. э., а на территории Уэльса он появился лишь с началом набегов викингов около 600 года. Первые свидетельства использования длинного лука валлийскими лучниками датируются 633 годом. Озрик, племянник Эдвина Святого, короля Нортумбрии, был убит выстрелом из длинного лука во время битвы с валлийцами. Это произошло примерно за шесть с половиной веков до признания длинного лука английскими воинами, которое произошло после завоевания Уэльса Эдуардом I Длинноногим, познакомившегося там с лучниками королевства Гвент.
Если в Уэльсе большой лук делали из грубого неполированного вяза, в Англии его обычно изготовляли из тиса. Однако дерево это там довольно рано почти повсеместно было сведено, поскольку листва его ядовита для скота, поэтому в XIV—XVI веках англичане использовали в основном испанский тис, который поставляли из Пиренейских государств на кораблях вместе с партиями вина. Упругость тисового дерева в жарком климате снижается, поэтому в самих средиземноморских странах изготовление из него луков источниками не зафиксировано.

### Завоевание Уэльса
В Средние века тяжёлой кавалерии было сложно передвигаться по пересечённой местности Уэльса. Кроме того, валлийцы, в отличие от других европейских народов, продолжали использовать тактику сражения в сомкнутом строе, которой они научились ещё от римлян. В основном валлийская армия состояла из пехотинцев, набранных среди простого населения (в случае войны все мужчины возрастом старше 14 лет и не имевшие отношения к церковной службе должны были ежегодно служить в течение шести недель). А кавалерия (король и его гвардия) составляли лишь малую часть войска. На севере Уэльса набирали в основном пикинёров, а на юге — лучников, которые пользовались длинными луками.
Луки получили большое распространение благодаря их убойной силе при стрельбе с небольшого расстояния. Стрелки наносили значительный урон английской кавалерии, которая была защищена в основном кольчугами. Валлийские луки изготовлялись из вяза, который произрастал на этих территориях в достаточном количестве. Эта древесина была не очень гладкой, но луки получались мощными. Валлийцы начали активно использовать луки с конца XII века: в 1182 году во время осады Абергавенни валлийская стрела воткнулась в дубовые ворота на глубину в 4 пальца. А в 1188 году английский рыцарь Уильям де Браоз, который сражался с валлийцами, рассказывал, что стрела проткнула его кольчугу, камзол, бедро, седло и ранила лошадь (см. цитаты). В то время англичане оценили возможности стрел пробивать доспехи, и в 1216 году они уже использовали длинные луки в войне против французского короля Людовика VIII, который пытался овладеть Англией.
Валлийцы часто вели партизанскую войну, состоявшую из ряда небольших стычек — они изматывали армию противника до тех пор, пока та не уходила с их земель. Они пользовались неровностями ландшафта или выбирали болотистую местность, чтобы значительно снизить эффективность кавалерии противника.
В 1277 году английский король Эдуард I начал завоевание Уэльса. Так как ему было необходимо противодействовать партизанским действиям местного населения, то он нанял валлийских лучников, воспользовавшись разобщённостью внутри Уэльса. 11 декабря 1282 года во время битвы у моста Оревин валлийские пикинёры понесли значительные потери от своих соотечественников — лучников на службе у английского короля, а после этого кавалерия Эдуарда I смогла разгромить войско Уэльса.

### Войны за независимость Шотландии
В период между 1296 и 1357 годами Англия воевала за Шотландию. В 1296 году, воспользовавшись смертью короля Шотландии Александра III, который не оставил наследника, Англия начала считать Шотландию вассальным государством. Однако 23 октября 1295 года шотландцы заключили с Францией союз (англ. Auld Alliance), и Роберт Брюс (будущий король Шотландии Роберт I) в 1314 году во время битвы при Бэннокберне разбил английскую конницу, превосходившую числом его армию, которая состояла в основном из пехотинцев. Роберт выставил в первые ряды копейщиков, воспользовавшись преимуществами построения шилтрон. Этих копейщиков можно было использовать при наступательной тактике также, как раньше использовались греческие фаланги (плотный строй позволял объединять кинетическую энергию всех воинов, которые могли в буквальном смысле этого слова опрокинуть пехоту противников).
Эдуард I извлек уроки из военных кампаний в Уэльсе и в Шотландии и издал закон, обязывавший лучников тренироваться каждое воскресенье — все остальные физические упражнения были запрещены. Все англичане также должны были уметь обращаться с длинным луком. В то время для изготовления луков всё чаще стал использовался тис, который Англия импортировала из Италии. Свойства этой древесины превосходили чёрный вяз, из которого делали луки валлийцы. Конструкция лука также была усовершенствована. Теперь это мощное оружие могло использоваться для плотной стрельбы на более дальнюю дистанцию. Англичане изменили тактику сражений: количество всадников уменьшилось за счёт увеличения количества лучников и пехотинцев, которые были защищены рядом кольев, воткнутых в землю (эти отряды переезжали с места на место верхом, но сражались пешими).
Эдуард III применил на практике новую тактику, когда поддержал Эдуарда Баллиоля, сражавшегося против короля Шотландии Давида II, сына Роберта I. В 1322 году во время битвы при Боробридже шотландские шилтроны были расстреляны с расстояния уэльскими лучниками. В 1332 году во время битвы при Дапплин-Мур лучники размещались на флангах. В 1333 году во время битвы при Халидон-Хилле отряды лучников построились в форме буквы «V», что позволяло им вести огонь по врагам с флангов. Благодаря этой военной кампании у Эдуарда сложилась современная и хорошо натренированная армия. Его тактика заключалась в том, чтобы заставить вражеские войска атаковать его армию, что позволяло его лучникам с оборонительных позиций осыпать противников градом стрел, а потом контратаковать их расстроенные ряды конницей.

### Столетняя война

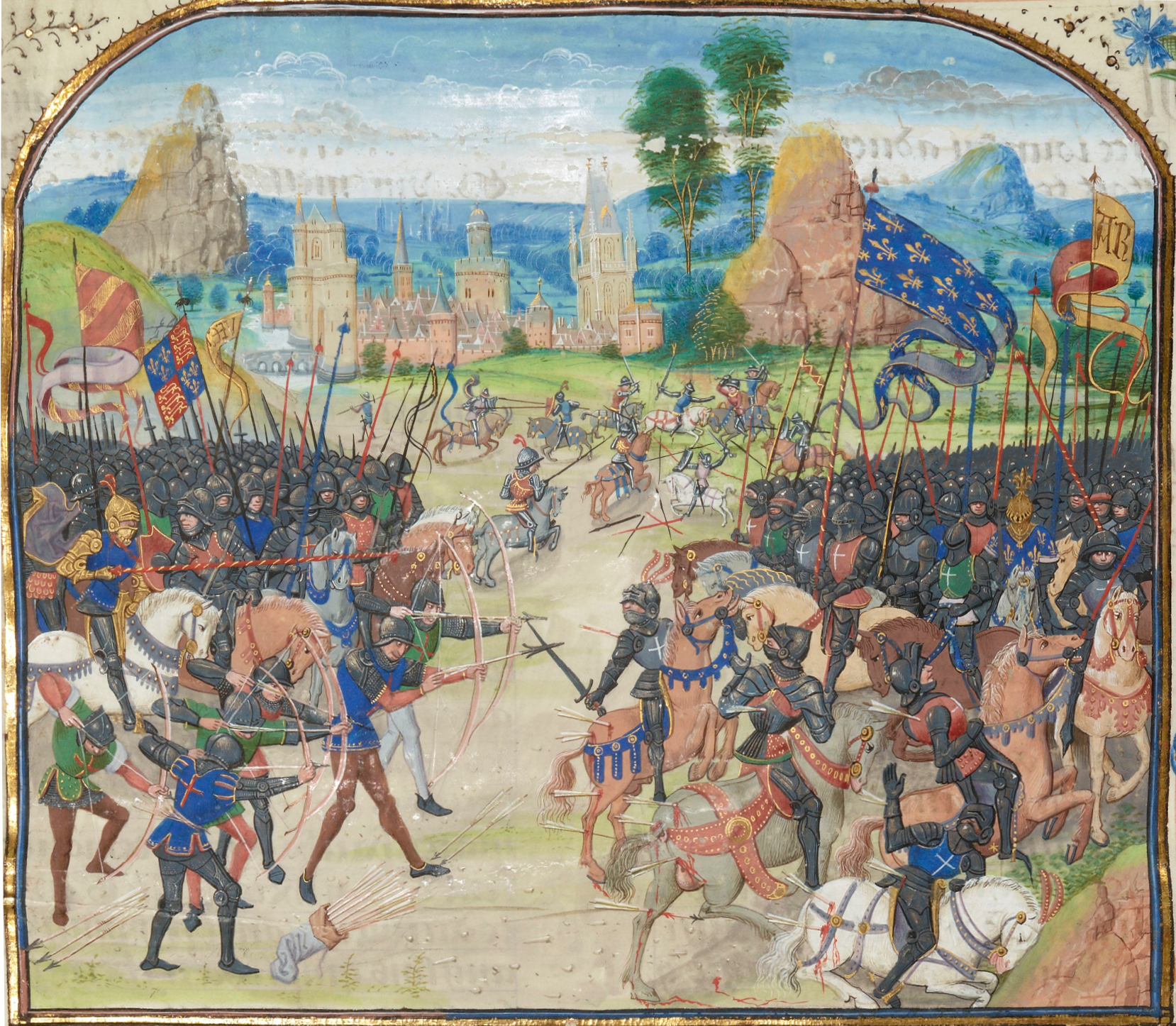
Битва при Пуатье (1356). Миниатюра из «Хроник» Фруассара. XV в.

Длинный лук использовался англичанами в течение всей Столетней войны. Он оказался особенно эффективным на первом этапе конфликта. Во время морского сражения при Слёйсе в 1340 году английские лучники взяли верх над генуэзскими арбалетчиками. Англичане использовали стрелы с широкими наконечниками или в виде полумесяцев, что позволяло им разрушать такелаж и обездвиживать корабли противников. Такие суда было легче брать на абордаж.
Битва при Креси в 1346 году стала настоящим бедствием для французов: их наёмные генуэзские арбалетчики потерпели поражение, и английские лучники беспрепятственно расстреляли рыцарскую конницу (в то время лошади не были защищены, а доспехи в основном состояли из кольчуг). Во время битвы при Пуатье в 1356 году французский король Иоанн Добрый, увидев, что первая атака кавалерии сломлена английскими лучниками, а лошади оказались слишком уязвимыми для стрел, приказал своим людям спешиться. Тогда английская кавалерия выполнила разворот и атаковала ставших уязвимыми пеших французов.

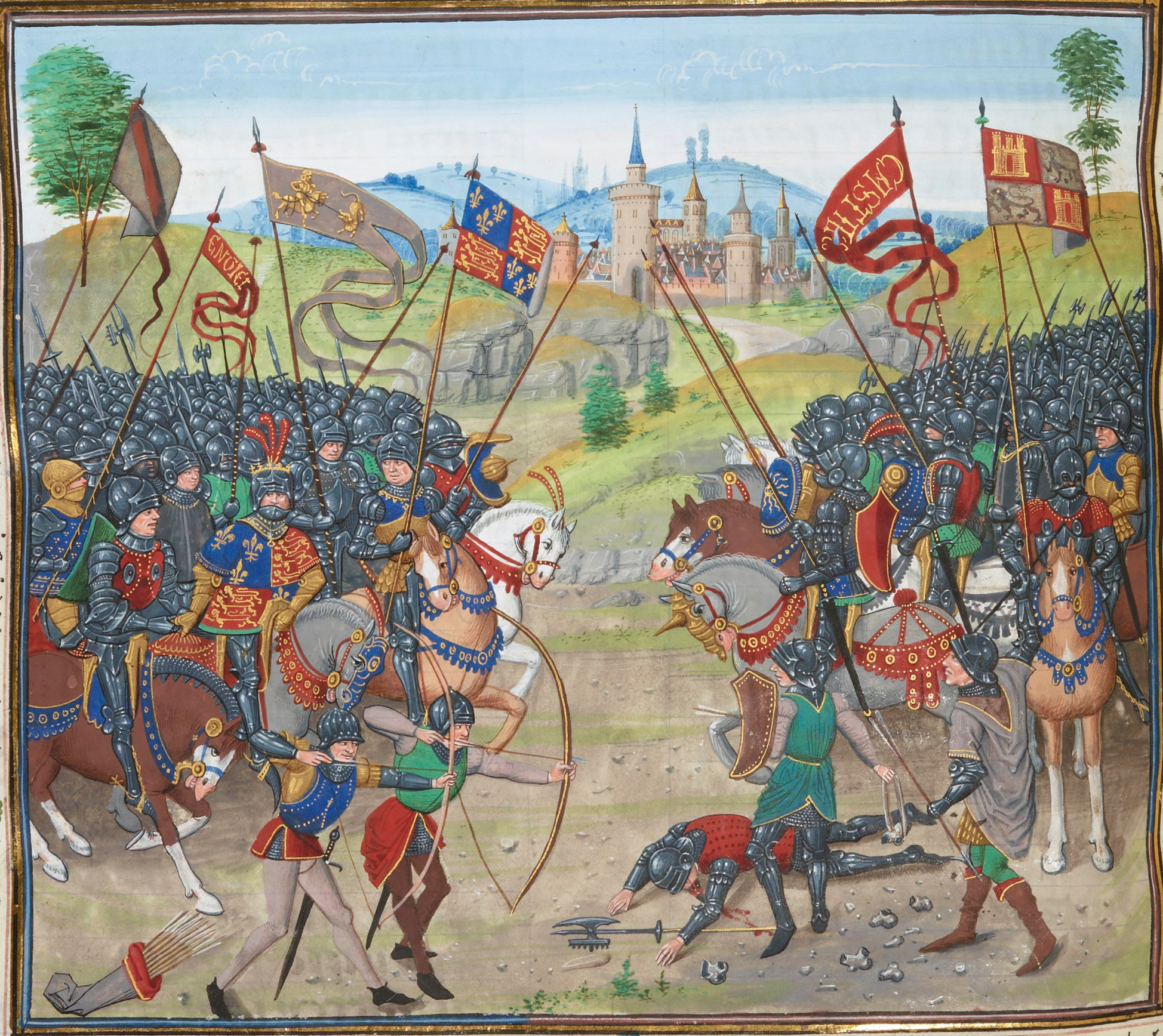
Битва при Нахере (1367 год). Миниатюра из «Хроник» Фруассара. XV в.

После эти двух разгромов Карл Мудрый решил больше не сражаться с англичанами в открытом поле. Он противопоставил им тактику выжженной земли, позволив англичанам разорять страну. При каждом рейде англичан, которые назывались шевоше, король приказал жителям деревни прятаться в укреплённых городах, забрав с собой все пожитки. Чем глубже англичане проникали на территорию Франции, тем сложнее им было снабжать армию. Французы постоянно нападали на них из засад. В конце концов, эффективность вылазок англичан сильно упала. Многие знаменитые английские военачальники были вынуждены отвести свои войска на исходные позиции, иначе им самим грозил полный разгром (жертвами стратегии Карла V стали Джон Ланкастерский, Эдуард Чёрный Принц, Роберт Ноллес и Эдуард III).
Редкие сражения того периода, например, битва при Нахере (Наваретте) или при Оре, заканчивались поражением французов. Карл V реорганизовал армию, поручив командование опытным и верным военачальникам (таким как Бертран Дюгеклен и Оливье де Мони), и начал осадную войну. Он попытался наверстать упущенное и в свою очередь стал поощрять соревнования в стрельбе из лука. Однако подготовка хороших лучников занимала слишком много времени, поэтому французский король в период между 1364 и 1369 годами увеличил в своих войсках число арбалетчиков. Он не рисковал ввязываться в крупные столкновения, поэтому арбалетчиков в основном использовали при ведении позиционных боев. В период между 1369 и 1375 годами французы смогли отвоевать у англичан большую часть территорий, принадлежавших врагу ещё даже до начала Столетней войны. У англичан остались Кале, Шербур-Октевиль, Брест, Бордо, Байонна и несколько крепостей на территории Центрального массива.
Воспользовавшись гражданской войной между арманьяками и бургиньонами, которая раздирала Францию на части после 1405 года, английский король Генрих V возобновил военные действия. Длинный лук вновь сыграл решающую роль в битве при Азенкуре в 1415 году. Тяжёлая французская кавалерия спешилась и была истреблена ливнем стрел, выпущенных английскими лучниками. Рыцарей не спасли даже пластинчатые доспехи, закрывавшие всё тело. В попытке уравновесить силы будущий король Карл VII с переменным успехом привлекал на свою сторону шотландских лучников, которые понесли особенно серьёзные потери в битве при Вернёе (1424 год).

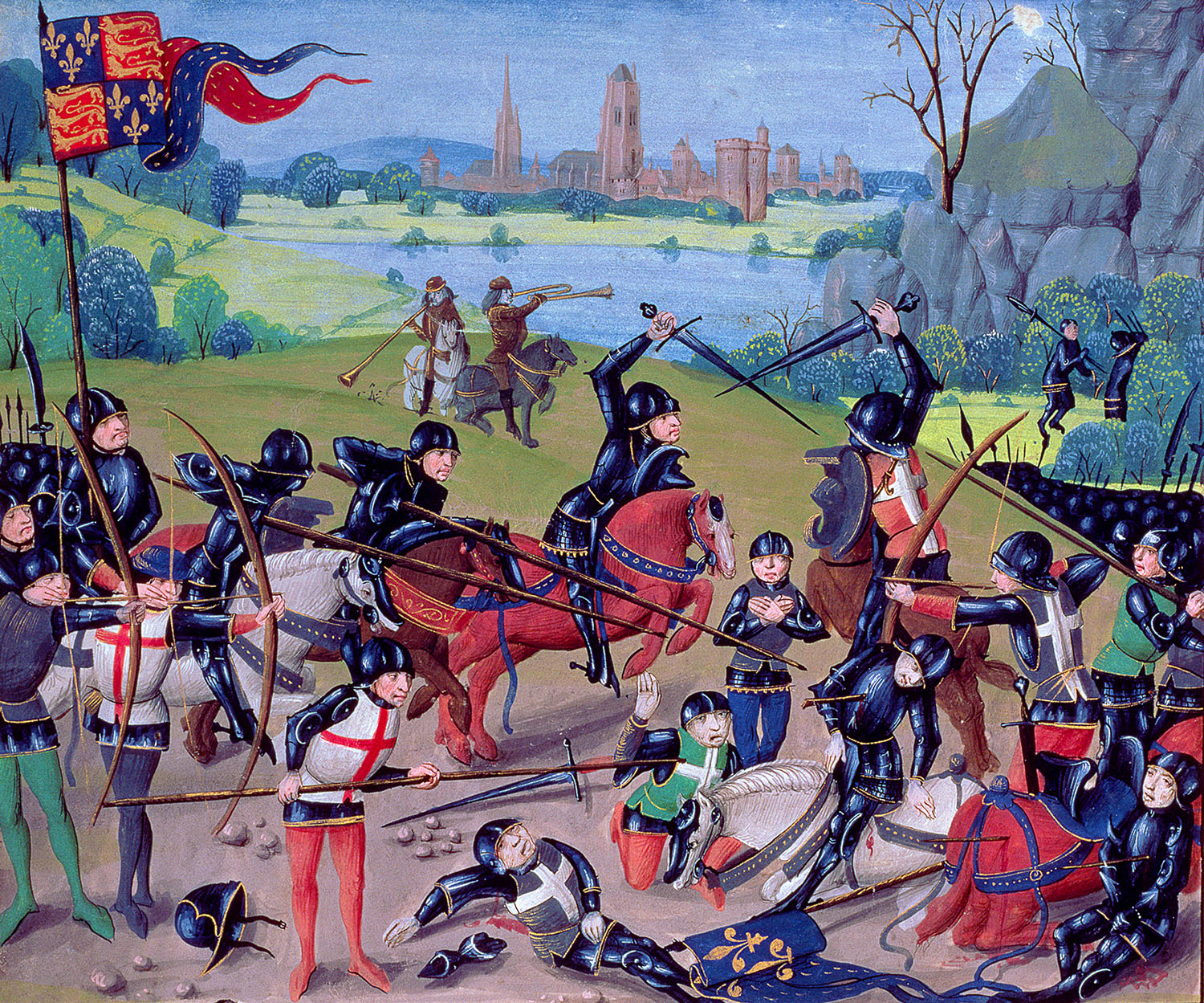
Битва при Азенкуре (1415). Миниатюра из «Хроник Сент-Олбанса» Томаса Уолсингема. XV в.

В 1429 году Жанна д’Арк послала конницу в бой до того, как английские лучники успели укрепиться за рядом кольев, и одержала решительную победу в битве при Пате. Карл VII создал первые постоянные профессиональные войсковые части и в 1448 году иррегулярные отряды вольных стрелков. Хотя эта пехота, набранная из свободных горожан, предназначалась для борьбы прежде всего с феодалами, вольные стрелки должны были также соперничать с английскими лучниками (через 40 лет вольные стрелки были распущены из-за низкой боеспособности).
К концу Столетней войны особую роль сыграли артиллерийские орудия. Пушки значительно превосходили луки своей мощью и дальнобойностью, поэтому лучники уже не играли решающей роли в сражениях. В битве при Форминьи английские лучники занимались нейтрализацией двух кулеврин, которые позволили французам атаковать англичан с фланга. Влияние артиллерии на ход сражения стало ещё более заметным в 1453 году в битве при Кастийоне — французы тогда использовали большое количество тяжёлых орудий. Лучники, однако, ещё оставались сильными противниками при стрельбе в упор, особенно после появления ручных пушек: англичане защищались до последнего, используя картечь.
В конце Столетней войны нашли применение жестокие методы нейтрализации английских лучников. Если они попадали в плен, то перед тем как потребовать выкуп, им отрубали средний палец. Поэтому часто лучники предпочитали погибнуть, чтобы не стать калекой в плену. Самые тяжёлые потери английские лучники понесли во время битв при Пате, Форминьи и Кастийоне: погибло около 90 % лучников, что стало одной из причин поражения Англии в войне. Однако и английская сторона поступала жестоко: шотландские лучники, которые участвовали в битве при Вернёй, были убиты все до последнего человека.

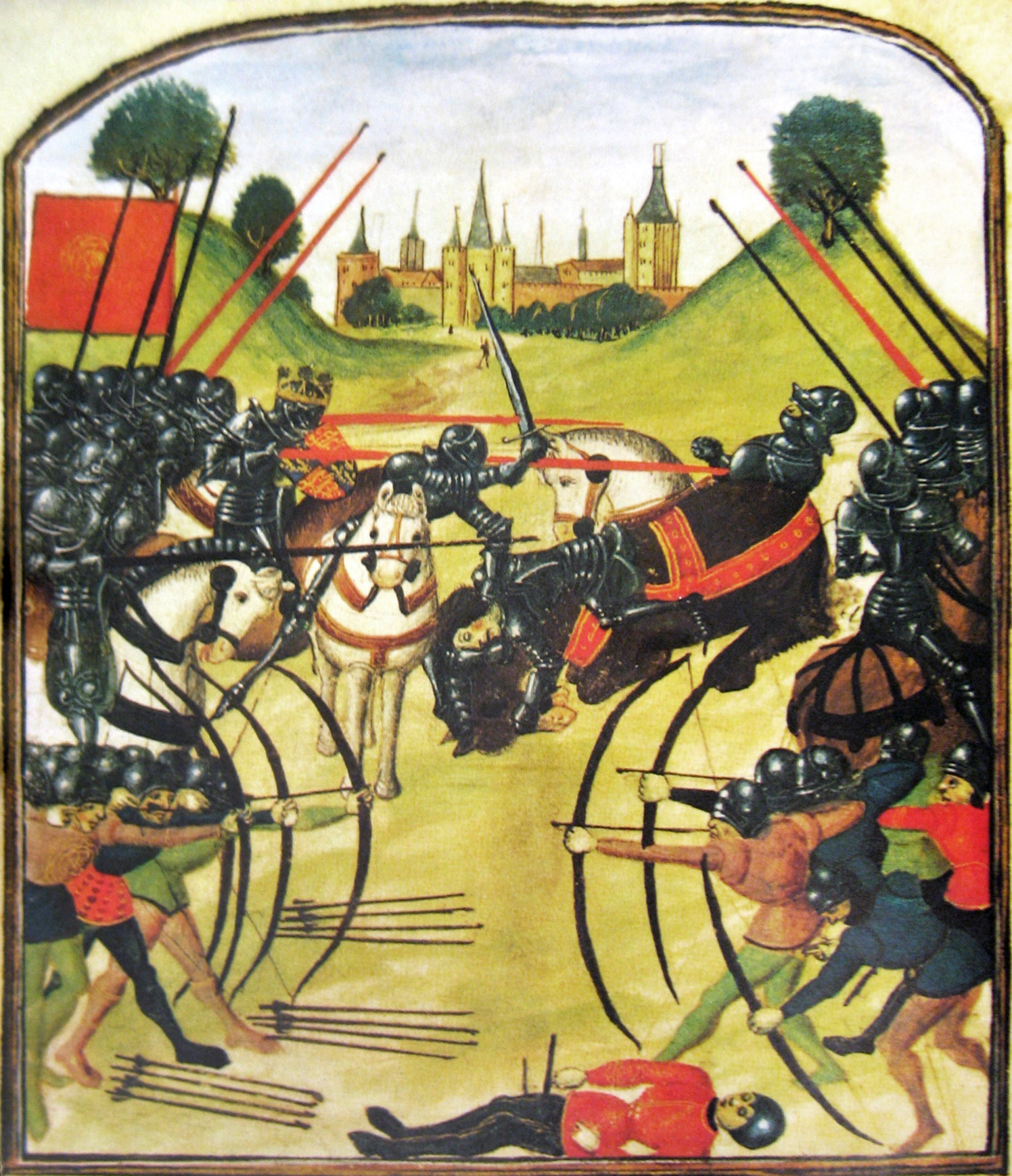
Битва при Тьюксбери (1471). Миниатюра из «Гентской хроники».

### Война Алой и Белой розы
В конце Столетней войны король Англии Генрих VI впал в безумие. В результате в период между 1455 и 1487 годами Ланкастеры и Йорки боролись за обладание короной. В битвах, которые происходили между двумя партиями, участвовало множество лучников — они сражались и на той, и на другой стороне, однако их присутствия было недостаточно для того, чтобы одержать победу над противником, как это происходило в начале Столетней войны. После битвы при Шрусбери (1403 год) обе воевавшие стороны хорошо знали, что столкновение двух армий лучников приводит к огромным людским потерям, поэтому военная тактика изменилась. Теперь армии пытались вынудить противников атаковать, что было далеко не всегда просто. Например, в битве при Креси у французов были свои отряды лучников, поэтому они могли отвечать на атаки англичан издалека, без непосредственного соприкосновения армий. В битве при Блор Хит (1459 год) Йорки сделали вид, что отходят, чтобы заставить Ланкастеров атаковать. Этот маневр помог одержать им победу, так как в итоге они смогли использовать своих лучников. 22 июня 1460 года уже Ланкастеры обладали численным преимуществом и смогли одержать победу в битве при Нортгемптоне, использовав лучников на оборонительных позициях. В 1461 году при Таутоне Ланкастеры проиграли битву, так как их лучники располагались против ветра и им мешал прицеливаться снег. Потери обеих сторон в той битве огромны — согласно источникам они составляли от 28 до 40 тыс. воинов. 4 мая 1471 года в битве при Тьюксбери Ланкастеры опять были вынуждены атаковать, так как их армия подверглась обстрелу артиллерии, но им не удалось осуществить свой обходной маневр. В результате победила армия Йорков, которая опять занимала оборонительные позиции.

### Исчезновение английского лука
Длинный лук постепенно вытеснялся огнестрельным оружием, ручными кулевринами и аркебузами. Аркебузы обладали небольшой скорострельностью, но этот недостаток компенсировался их убойной силой, возможностями настильной стрельбы, малым весом боеприпасов, что облегчало снабжение войск. Большим преимуществом являлось то, что владение аркебузой не требовало длительного обучения по сравнению с тренировкой лучников. Это позволяло без особого труда восполнять потери солдат.
Людовик XI распустил отряды вольных стрелков в 1479 году после битвы при Гинегате: им не хватило сплочённости, и они уступили английским лучникам и немецким аркебузирам, которых использовал герцог Бургундский. В 1567 году Карл IX провёл военную реформу и заменил все луки и арбалеты на аркебузы.
В то время как лук постепенно исчезал из арсеналов европейских армий (заменялся на аркебузы, потом на мушкеты), в Англии луки продолжали использовать, хотя и не в таком большом количестве, как прежде. Хотя аркебуза пробивала доспехи с большого расстояния, дальность её прицельной стрельбы и скорострельность значительно уступали лукам. Поэтому лучники ещё довольно долго оказывали поддержку английской армии, хотя их численность постоянно сокращалась. В 1577 году английским лучникам даже запретили обучаться стрельбе из огнестрельного оружия.
Огнестрельное оружие совершенствовалось — увеличивалась его дальнобойность, точность и скорострельность. Лучники постепенно отходили на второй план, и в 1589 году английский парламент решил, что лучникам не место в войске. В 1595 году лучников превратили в копейщиков и аркебузиров.

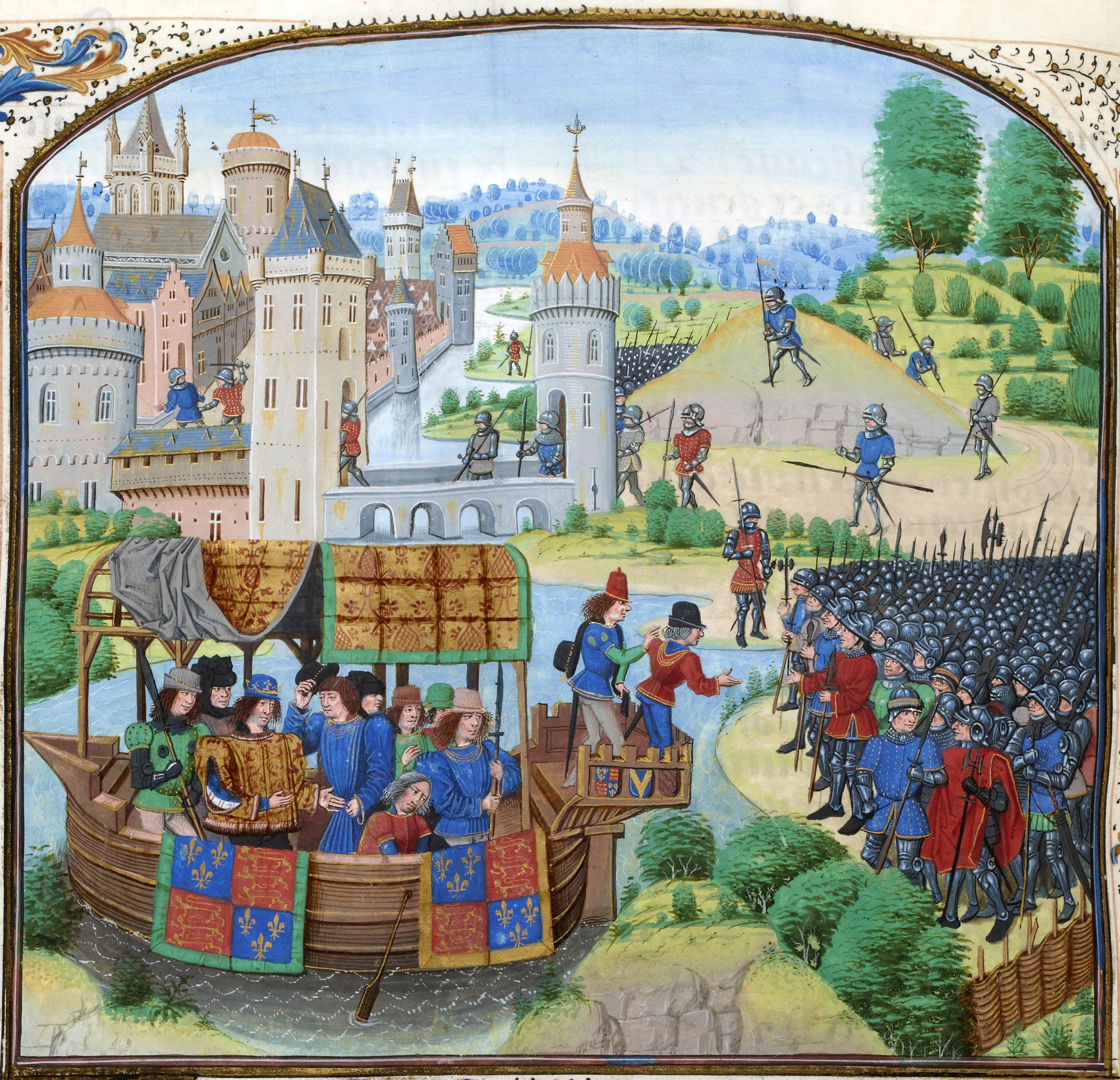
Ричард II встречается с повстанцами около Лондона во время Крестьянского восстания 1381 года. Миниатюра из «Хроник» Фруассара. XV в.

## Влияние на общество
В течение Столетней войны средневековое общество постепенно менялось. Английский длинный лук также оставил свой след в социальной истории Европы.
С раннего Средневековья и вплоть до XIV века бесспорными хозяевами на поля боя оставались рыцари: благодаря стременам и глубоким сёдлам они могли удерживать копьё в горизонтальном положении; инерция скачущего галопом коня значительно увеличивала силу удара копьем. В средневековом обществе знать должна была соединять богатство и власть со смелостью на поле сражения. Церковь в конце X века добилась возможности управлять рыцарями-грабителями: после собора в Шарру в 989 году воины начали служить на пользу бедным и Церкви и превратились в milites Christi (воины Христа). В XIII веке король Франции признал идею о том, что его власть божественного происхождения позволяет ему создавать дворянство. Таким образом знать отделилась от всего остального населения — они ценили превыше всего свою честь, следовали рыцарскому этикету, защищали народ, вершили правосудие и жили в достаточно комфортных условиях. Они должны были подтверждать свой социальный статус на поле битвы: нужно было бороться с врагом лицом к лицу и одолевать его в честной схватке. Это желание блистать на поле битвы сочеталось с обычаем того времени брать пленных и возвращать им свободу за значительный выкуп. Таким образом, война стала для хороших воинов весьма доходным делом, а для остальных риск быть убитым сводился к минимуму. Именно поэтому в битвах при Бэннокберне, Креси, Пуатье и Азенкуре рыцари вели атаки неразумно с современной точки зрения.

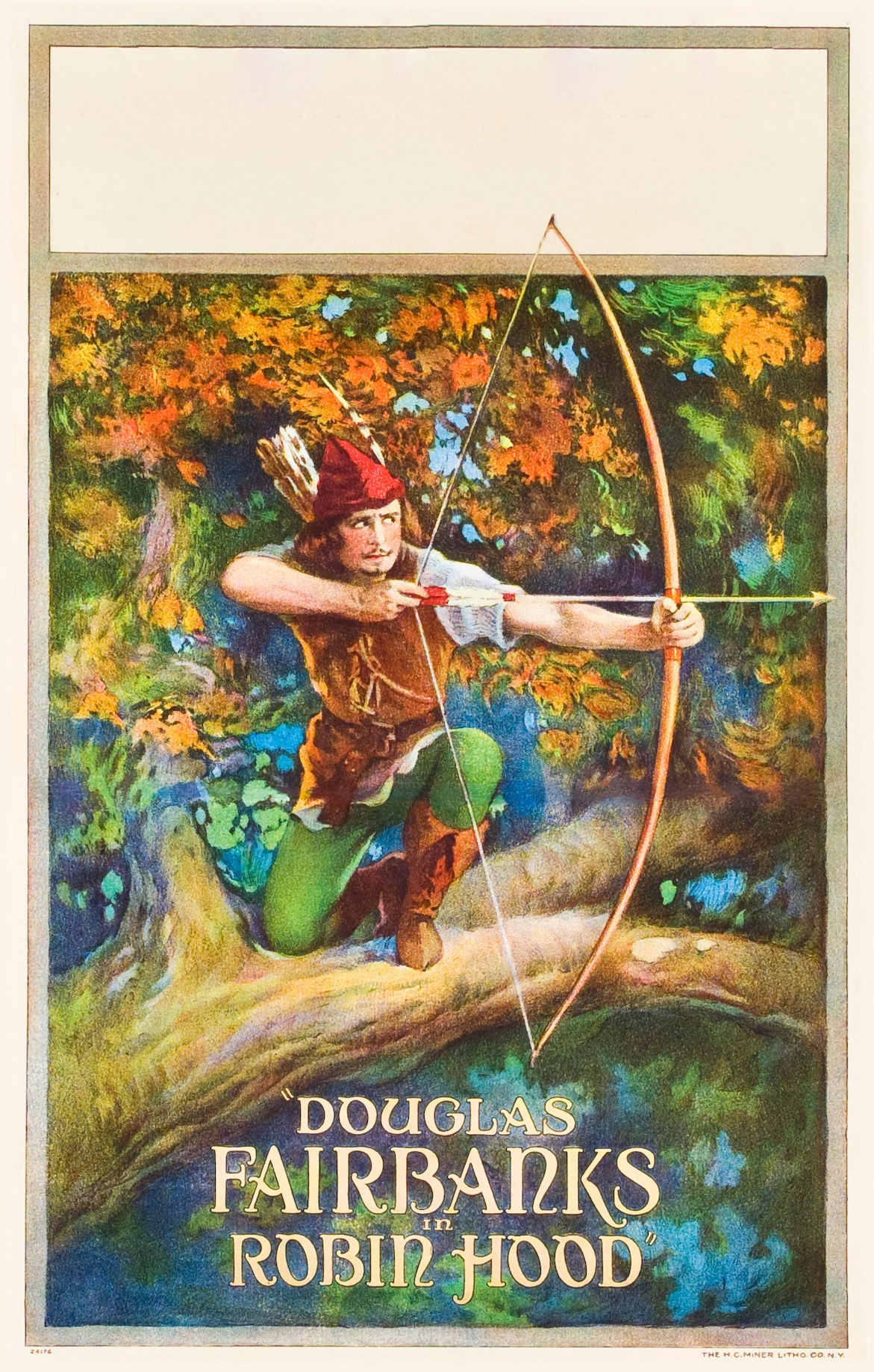
Робин Гуд

В связи с этими обычаями луки и арбалеты считались дьявольским оружием, и Церковь даже пыталась запретить их на Втором Латеранском соборе в 1139 году. Однако эти виды оружия никогда окончательно с поля битвы не исчезали, а, наоборот, стали модными во времена крестовых походов. Массовое использование луков нанесло серьёзный удар по социальным функциям знати, чьё значение на поле битвы уменьшилось в пользу простолюдинов. В течение Столетней войны Европу сотрясали многочисленные крестьянские и городские восстания (в Англии — Крестьянское восстание 1381 года, во Франции — Жакерия 1358 года). В Англии всё население обучалось пользованию луком, что превратилось в настоящую угрозу: во время крестьянского восстания 1390 года Лондону угрожало около 100 тыс. крестьян. Сама феодальная система оказалась под ударом. Это восстание было жестоко подавлено, так же, как и Жакерия. Именно по этой причине во Франции при Карле VI знать добилась упразднения отрядов обученных лучников, созданных при Карле V — это решение стоило французской армии разгрома при Азенкуре.
В таких исторических условиях появился миф о ловком лучнике Робин Гуде, который боролся с произволом власти и выступал на стороне простого народа (похожая фигура — Вильгельм Телль, швейцарский лучник). В устной культуре Робин Гуд появился в XIII веке, но окончательно этот герой сформировался лишь к XIV веку. Он защищал крестьян от шерифа и аббата. Шериф в то время воплощал в себе образ государственной власти, закона и налогообложения. После Чёрной смерти 1350 года население значительно сократилось, крестьян стало меньше, поэтому и ценились они больше. Это привело к тому, что они стали требовать для себя более высокий социальный статус, а шериф превратился в их главного врага. Однако в то время как сельскохозяйственные продукты и труд дорожали, в английском парламенте в 1351 году был принят Статут о рабочих (англ. Statute of Labourers), который вызвал большое недовольство простого люда.
Противостояние с аббатом ведёт своё начало от того факта, что церковь также являлась земельным собственником и иногда пользовалась своей властью таким образом, что это расходилось с христианскими принципами, которые, как полагалось, она защищала. Кроме того, доверие к церкви было сильно подорвано Великой схизмой и проповедями лоллардов, которые ходили по деревням и распространяли идеи Джона Уиклифа. Поэтому совсем неудивительно, что духовенство наравне с шерифами стало основной мишенью народной сатиры.
Среди английских лучников сосуществовали и боролись плечом к плечу представители разных социальных классов, отсюда становится ясно, почему в отряде Робина Гуда также действовал принцип равенства.
Некоторые медиевисты решающую роль в создании этой легенды отводят английскому мелкопоместному дворянству (джентри). Они были основными слушателями баллад, а кризис феодальной системы стал для них периодом, когда они потеряли былую власть, доставшуюся им от франкоговорящей крупной знати (английский язык стал официальным в стране только в 1360 году).

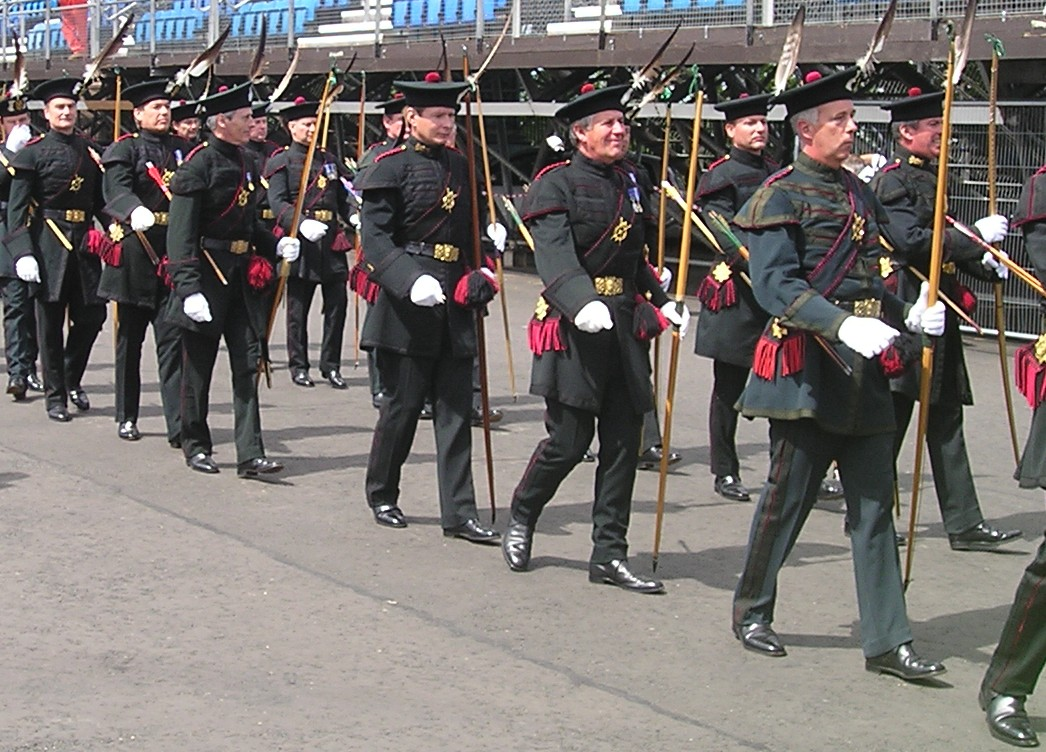
Королевское объединение лучников (The Royal Company of Archers)

## Современное использование
Английский длинный лук сегодня является частью исторического наследия Британских островов. Поэтому многим обществам разрешено использовать этот лук до сих пор: например, Королевскому объединению лучников (англ. Royal Company of Archers), основанному в 1676 году, или Британскому обществу длинных луков (англ. British Long-Bow Society), основанному в 1951 году.
В России стрельба из длинного английского лука развивается Российским Лонгбоу Клубом (РЛ-БК) c 2005 года. Российские Лонгбоумены стреляют следующие дисциплины:
Клаут (Сlout) — навесная стрельба по «баталии» на дистанциях 120—180 ярдов. Баталия — внутренний квадрат 6х6 ярдов (3 очка), внешний квадрат 12х12 ярдов (1 очко), 74 бонусная мишень в центре, и флаг. Попадания в бонусную мишень и флаг приносят по 6 очков. Упражнение состоит из трёх серий по 12 выстрелов.
Спид-Клаут (S-Clout) (Скоростной Клаут) — стреляют по той же «баталии» на тех же дистанциях, что и в Клауте. Но упражнение стреляется на время и состоит из двух раундов по 1 минуте, при неограниченном количестве стрел.
Мишень — на соревнованиях Российского Лонгбоу Клуба стреляются традиционные раунды ГНАС и БЛБС: Йорк, Херефорд, Виндзор, Уорвик и другие.
Флайт — соревнование на самый дальний выстрел. Допускаются только деревянные стрелы с пропилом. Упражение состоит из трёх выстрелов.
Самый «заслуженный» турнир РЛ-БК — «Валлийская Серебряная Стрела» (Welsh Silver Arrow) (организаторы — клуб «Валлийские Стрелки» (Welsh Archers)) — проводится ежегодно с 2006 года.
На сегодняшний день в РЛ-БК состоит более 100 человек, более 40 из них стреляло на турнирах 2013 года.
Кроме турниров стрелки, РЛ-БК принимают активное участие в Фестивалях живой истории.
Сегодня длинный лук в основном используется в спортивной стрельбе. Гораздо реже его используют охотники, так как лук требует постоянной практики и не позволяет долго держать прицел.
Каждый лук изготавливается вручную, представляя собой уникальный образец с присущими только ему характеристиками. До сих пор существуют мастера, которые делают луки на заказ, и даже знаменитые марки английских луков, например, «Howard Hill». Луки производятся по технологиям Средних веков, за исключением использования более прочных клеев, смол и стекловолокна при склеивании различных слоев будущего лука.
Самый знаменитый современный стрелок из длинного лука — Говард Хилл (он дублировал Эррола Флинна в фильме «Приключения Робина Гуда»). Хилл прославился благодаря удачной охоте (более 2 тысяч трофеев) на диких зверей с одним лишь длинным луком собственного производства. В том числе он убил 3 слонов выстрелами из лука мощностью в 115 фунтов при помощи стрел длиной в 1,04 м (чтобы они смогли достичь сердца животного). Он обладатель нескольких рекордов, в том числе как стрелок из лука мощностью в 172 фунта.

## Влияние на развитие английского языка
В современном английском языке имеется выражение «to draw a long bow» («натянуть длинный лук»), что значит «солгать», «сказать неправду», «преувеличивать», «сочинять». Эта фраза зародилась в средние века, когда малообразованные современники сочиняли истории, в которых нередко преувеличивалось могущество английских лучников. Победы англичан над французами в Столетней войне привели к тому, что стрелкам с Альбиона стали приписывать едва ли не сверхъестественные качества. Созданный миф в равной мере был выгоден как англичанам, так и французам, которым требовалось как-то оправдать свои частые и сокрушительные поражения.